# Романтика Крімпафф
Романтика Крімпафф (англ. A Creampuff Romance) — американська короткометражна кінокомедія Роско Арбакла 1916 року.

## У ролях
- Роско ’Товстун’ Арбакл
- Еліс Лейк
- Аль Ст. Джон